# 格洛佩內塞特角
格洛佩內塞特角（英語：Glopeneset），是南極洲的海岬，位於毛德皇后地的阿斯特里德公主海岸，處於格洛弗利亞平原南部，現時由南極條約體系管理。